# -grafía (sufijo)
En español -grafía es un sufijo.  Se incluye comúnmente en palabras que por lo general son de una obra, un arte, o un campo de estudio.

## Etimología
En español el sufijo -grafía quiere decir "escrito" o un "campo de estudio", y es un anglicanismo de los franceses -grafía heredado del latín graphia, que es un derivado directo transliterado del griego.

## Artes
- Cartografía - el arte y el campo de la cartografía.
- Coreografía -  el arte de la creación y la organización de bailes.
- Cinematografía - el arte de hacer opciones de iluminación y la cámara durante la grabación de imágenes fotográficas para el cine.
- Criptografía -  el arte de la ocultación de información.
- Litografía - una impresión plana.
- Fotolitografía - un método para la fabricación de micro en la fabricación de componentes electrónicos.
- Pornografía - la práctica, la ocupación y el resultado de la producción explícita de imágenes  o palabras sexualmente excitantes.
- Fotografía - el arte, la práctica o la ocupación de tomar e imprimir fotografías.
- Serigrafía - un grabado técnica que utiliza una plantilla hecha de material sintético fino a través del cual la tinta es forzada.
- Taseografía - el arte de la lectura y escritura de hojas de té.
- Termografía - imagen térmica.
- Tomografía - imágenes tridimensionales
- Tipografía - - el arte y las técnicas de diseño de tipo gráfico.
- Videografía - el arte y las técnicas de filmación de vídeo.
- Vitrografía - En el grabado , una técnica de arte que utiliza matrices vítreas de impresión.
- Xerografía - un medio de copia de documentos.

### Escritura
- Cacografía - mala letra y ortografía.
- Caligrafía - el arte de la buena escritura.
- Ortografía - reglas de la correcta escritura.
- Pictografía - el uso de imágenes y gráficos.
- Esteganografía -  el arte de escribir mensajes ocultos.
- Estenografía - el arte de escribir en taquigrafía.

### Ciencia
- Radiografía - el uso de rayos X para producir imágenes médicas.

## Tipos de trabajos
- Autobiografía - la biografía de una persona escrito por esa persona.
- Bibliografía - una lista de los escritos utilizados o considerados por el autor en la elaboración de un trabajo en particular.
- Biografía  - un relato de la vida de una persona.
- Discografía - un listado de grabaciones sonoras.
- Filmografía- una lista selectiva de películas títulos que comparten una característica similar, como el mismo género , el mismo director , el mismo agente , etc \
- Webgrafía - una bibliografía publicada en la Internet , o una lista similar de sitios web

## Campos de estudio
- Cartografía - el estudio y elaboración de mapas
- Cristalografía - el estudio de los cristales
- Demografía - el estudio de las características de las poblaciones humanas, tales como el tamaño, el crecimiento, la densidad, distribución y estadísticas vitales
- Encefalografía - el registro de voltajes desde el cerebro
- Etnografía - el estudio de las culturas
- floriografía - el lenguaje de las flores
- Geografía - el estudio de las relaciones espaciales en la superficie de la Tierra
- Hagiografía - el estudio de los santos
- Holografía - el estudio y la cartografía de proyecto informático fotografiado hologramas llamados para cálculos interactivos y asistida.
- Historiografía - el estudio de la historia universal
- Hidrografía - la medición y descripción de las aguas
- Oceanografía - el estudio de exploración y científico de los océanos y sus fenómenos
- Orografía - la ciencia y el estudio de las montañas
- Reprografía - la reproducción de gráficos a través de medios mecánicos o eléctricos
- Selenografía - el estudio y la cartografía de las características físicas de la Luna
- Topografía - el estudio de la forma de la superficie de la Tierra o de los planetas, lunas y asteroides
- Uranografía - el estudio y la cartografía de las estrellas y los objetos espaciales